# Ellhofen

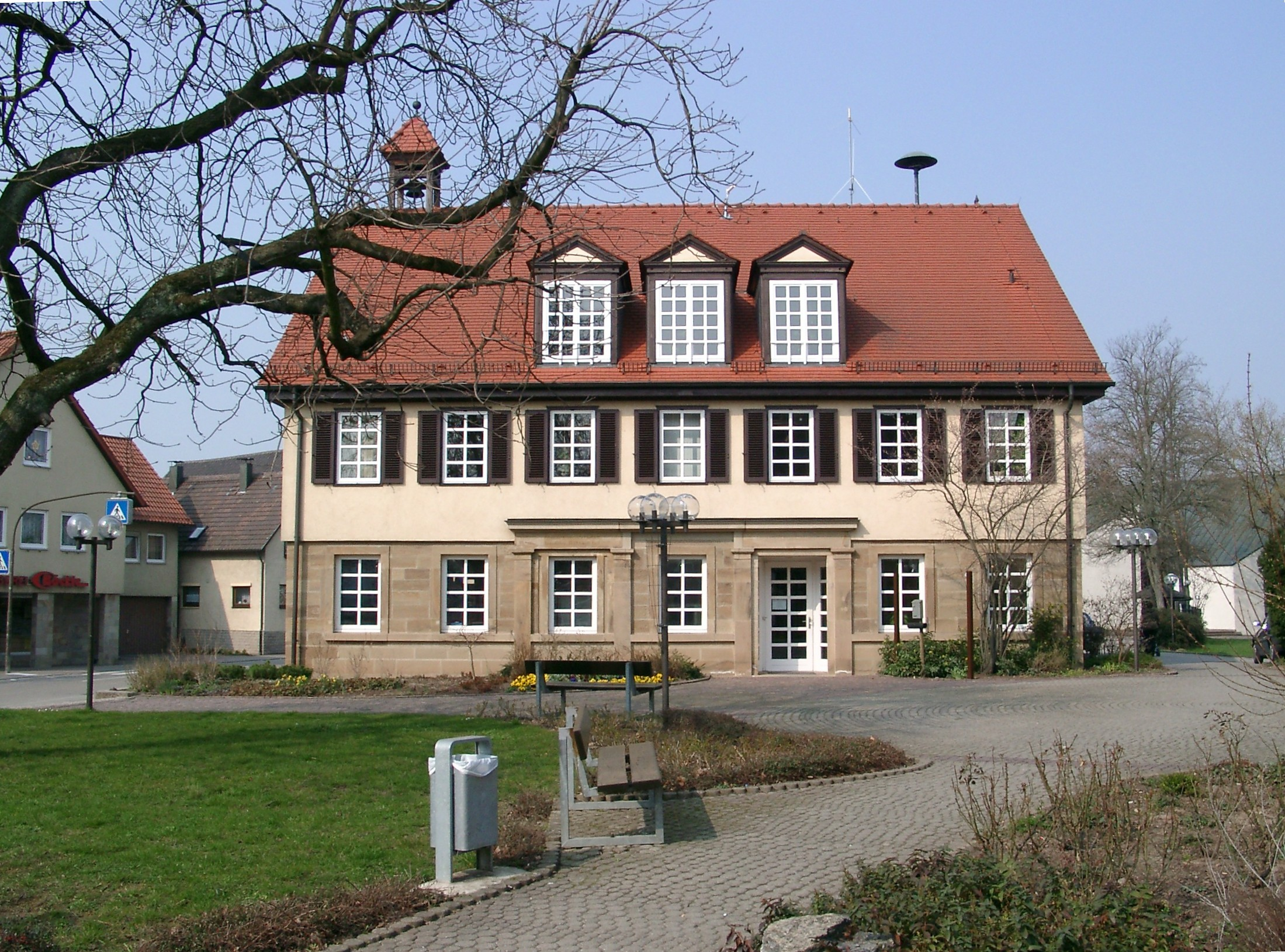
Ratusz w Ellhofen

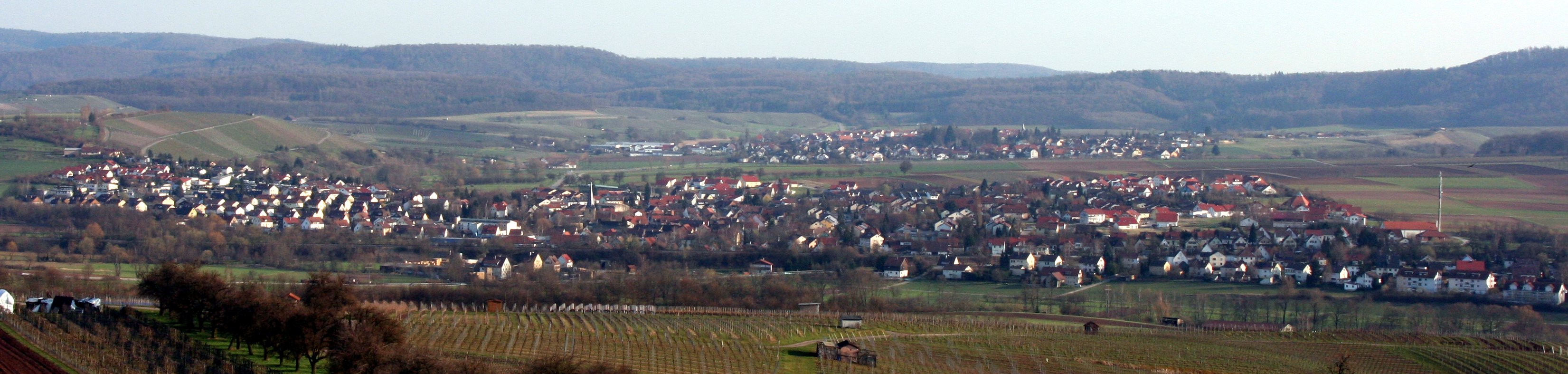
Panorama gminy

Ellhofen (MAF: /ˈɛlˌhoːfn̩/, posłuchajⓘ) – miejscowość i gmina w Niemczech, w kraju związkowym Badenia-Wirtembergia, w rejencji Stuttgart, w regionie Heilbronn-Franken, w powiecie Heilbronn, wchodzi w skład związku gmin Raum Weinsberg. Leży nad rzeką Sulm, ok. 7 km na wschód od Heilbronn, przy autostradzie A81, drodze krajowej B39 i linii kolejowej Crailsheim–Bruchsal.